# Konferensråd
Konferensråd var en dansk titel, der blev brugt fra slutningen af det 17. århundrede til omkring år 1900, oprindelig om kongens rådgivere i vigtige sager, senere blot som titel, der gav indehaveren rang i Rangfølgens klasse 2.